# Tp 613 (魚雷)

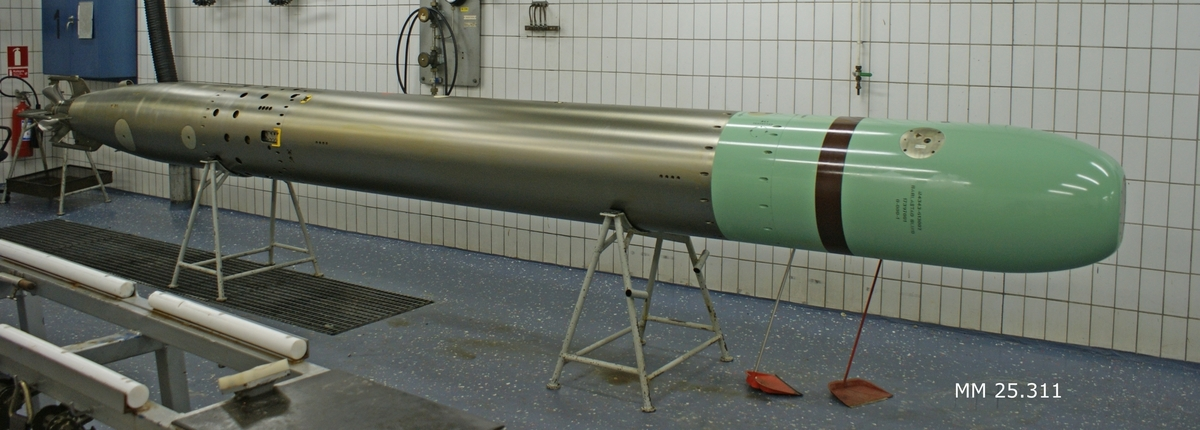
カールスクローナ海洋博物館に展示されているTp 613

Tp 613（スウェーデン語: Torped 613）は、スウェーデンの魚雷。輸出名称は、Tp 617（Torped 617）。誘導は有線、アクティブ・ソナー、パッシブ・ソナーにより行われる。
1970年代にスウェーデン、デンマーク、ノルウェーの共同開発により開発され、1981年から1983年にかけて試験が行われた。旧型のTp 61と異なり、有線誘導時にパッシブ・ソナーにより得た情報を母船に送信する能力を有している
有線誘導には銅線を用い、推進装置であるプロペラは二重化されている。スウェーデンの魚雷としては初めて、圧縮空気による発射ではなく魚雷が自力で発進するスイムアウト方式に対応している。